# Větrušice
Větrušice è un comune della Repubblica Ceca facente parte del distretto di Praha-východ, in Boemia Centrale.
La cittadina sorge sulla sponda destra del fiume Moldava, a circa 13km a nord dal centro di Praga. La città si trova sopra una formazione rocciosa che si alza dalla valle del fiume. A Nord della città sorge un parco nazionale. 

## Storia
La prima testimonianza scritta che parla della città risale al 1316, dal 1850 ha fatto parte a vario titolo del distretto di Praga.